# 왓 이프...?
《왓 이프...?》(영어: What If...?)는 디즈니+에서 2021년 8월부터 방영된 미국의 옴니버스 애니메이션 시리즈이다. 마블 시네마틱 유니버스(MCU) 페이즈 4에 포함된다.

## 회차 목록

### 1회
부제: 만약... 캡틴 카터가 퍼스트 어벤져라면?
러닝 타임: 33분
방영일: 2021년 8월 11일

### 2회
부제: 만약... 티찰라가 스타로드가 됐다면?
러닝 타임: 32분
방영일: 2021년 8월 18일

### 3회
부제: 만약... 세계가 가장 위대한 영웅들을 잃었다면?
러닝 타임: 32분
방영일: 2021년 8월 25일

### 4회
부제: 만약... 닥터 스트레인지가 손이 아닌 마음을 잃었다면?
러닝 타임: 36분
방영일: 2021년 9월 1일

### 5회
부제: 만약... 좀비라면?
러닝 타임: 35분
방영일: 2021년 9월 8일

### 6회
부제: 만약... 킬몽거가 토니 스타크를 구했다면?
러닝 타임: 31분
방영일: 2021년 9월 15일

### 7회
부제: 만약... 토르가 외동이었다면?
러닝 타임: 33분
방영일: 2021년 9월 22일

### 8회
부제: 만약... 울트론이 이겼다면?
러닝 타임: 28분
방영일: 2021년 9월 29일

### 9회
부제: 만약... 왓쳐가 맹세를 깬다면?
러닝 타임: 33분
방영일: 2021년 10월 6일

## 줄거리
- [1화]

와쳐의 나레이션과 함께 1화가 시작된다.
스티브 로저스가 혈청을 맞을 때, 변수가 생겨버리게 되는데 다름 아닌 테러범으로 인해 슈퍼솔져 혈청을 주입받기 전에 스티브 로져스가
부상을 당해버린 것이다.
사건 직후
자리에 있던 고위 관료는 페기가 들어갈 것을 거부하지만 어서 누군가 혈청을 맞지 않으면 안되었기에
페기 본인이 들어가 슈퍼 솔져가 된다.
이후 원작, 퍼스트 어벤져와 같이 레드스컬은 테서렉트 확보에 성공하고 페기 카터는 고위 관료들의 반발로 전쟁에 참가하지도 못한다.
하지만 하워드 스타크의 도움으로 방패와 슈트를 얻어 졸라 박사의 차를 습격해 테서렉트를 확보함으로써 신임을 얻게 되고 이후 하이드라 스톰퍼 로봇을 탄 스티브 로저스와 버키와 그의 부대원들을 구출해내고 수많은 전투를 통해 승승장구하게 된다.
그러나 원작에서 캡틴이 자신의 절친한 친구인 버키를 잃는 기차에서 함정에 걸려
스티브 로저스가 전사한다.
이에 캡틴 카터와 버키,하워드 스타크 그리고 부대원들은 반격을 위해 하이드라 캐슬에 잠입하지만 레드스컬은 이미 하이드라의 트레이드 마크인 것으로 추정되는
정체불명의 문어 괴물을 불러내는데 성공한다.
한편 버키는 지하 구금실에서 뜻 밖의 인물을 발견하는데 그 인물은 다름 아닌 스티브 로저스였다.
그리하여 스티브와 페기가 함심하여 문어 괴물을 물리치는가 싶었지만 상황이
더욱 불리해지자 캡틴 카터는 자신을 희생함으로써 문어 괴물과 함께 포탈 속으로 들어간다.
그렇게 의문의 장소에 들어온 카터는 닉 퓨리와 호크아이와 조우하며 전쟁이 끝난지 70년이 지났다는 것을 끝으로 에피소드는 막을 내린다.

[2화]
제목: 스타로드가 된 티찰라
와처의 나레이션과 함께 에피소드가 시작된다.
티찰라는 모라그에서 파워스톤을 얻으며 자신의 팬인 코라스를 라바져스에 영입시켜준다.
이 세계에서의 스타로드는 전 우주적인 무법자로 드랙스의 행성 등 수많은 행성들을 구해냈으며 타노스를 순화시키기도 했다.
이후 티찰라는 욘두, 테이져페이스, 크래글린, 타노스, 금발 머리 네뷸라(연인)와 함께 우주 최강자가 된 콜렉터로부터 행성 하나를 구해낼 수 있는 씨앗들을 구해내고, 비인간적으로 콜렉터에게 수집 당해온 수집품들과 티찰라가 블랙오더들에게 위협을 당할 때 도와준 콜렉터의 하인(원작에서는 자신의 동생을 구해낼려고 파워 스톤을 만졌다가 처참하게 죽어버린)에 의해 블랙오더들과 콜렉터는 최후를 맞이 한다.
이후 자신의 고향인 와칸다에 돌아온 티찰라는 아버지, 어머니, 동생, 오코예와 마주하고 라바져스 일행들과 즐겁게 대화를 나누면서 끝나는가 싶었으나 어머니를 여의고 식당에서 일하던 피터 퀼에게 아버지인 에고가 찾아오면서 끝이난다.
[8화]
울트론이 비전의 몸을 얻는 데에 성공하여
타노스까지 죽여 모든 스톤을 얻어내고
지구의 핵 코드를 해킹해 지구를 쑥대밭으로 만든다. 그리고 인피니티 스톤으로 캡틴마블까지 처리하고 온 우주를 파괴시킨다.
그걸 본 왓쳐는 이제 존재할 필요가 없는 인공지능에 불과하다 라고 나레이션을 했지만 울트론은 그걸 들었고, 왓쳐의 공간인 멀티버스까지 넘보게 된다. 두려움을 느낀 와쳐는 지구의 유일한 생존자인 호크아이와 블랙위도우에게로 간다. 호크아이는 붕괴한 러시아 정보실에서 아르님 졸나 박사의 자료를 찾았고, 곧바로 자신의 화살에 졸라 박사를 저장한 뒤 울트론의 군대의 머리에 꽂아 다운로드 시켰다. 그러나 울트론의 군대가 수없이도 많이왔고 어쩔수없이 호크아이는 자신을 희생한다. 블랙위도우는 졸라박사에게 울트론을 통제해보라고하지만 그럴수 없었다. 이미 울트론은 멀티버스 바깥에서 와쳐와 싸우고 있었기 때문이다.
와쳐는 모든힘을 다해 싸웠지만 울트론은 너무 강력했고 가까스로 벗어난 와쳐는 한 세계관을 붕괴한 악마 닥터스트레인지에게 도움을 요청하며 에피소드는 끝난다
[9화] 닥터 스트레인지는 각 에피소드의 주인공들을 불러 모으고 왓쳐 앞으로 데려간다.